# Qualifications des épreuves d'aviron aux Jeux olympiques d'été de 2020
Cet article détaille la phase de qualification pour l'aviron aux Jeux olympiques d'été de 2020.
La majorité des quotas sont attribués lors des Championnats du monde d'aviron 2019 à Ottensheim, Autriche. Ils sont octroyés aux Comités nationaux olympiques (CNO) et non à des rameurs en particulier. Des places supplémentaires sont attribuées aux CNO (et liés à des rameurs spécifiques) lors de quatre régates de qualifications continentales pour les pays d'Asie et d’Océanie, d'Afrique, d'Amérique et d'Europe, ainsi qu'une finale de qualification olympique à Lucerne, en Suisse.
Tous les CNO qualifiés sont limités à une place par épreuve, et seuls les CNO ayant moins de deux équipages qualifiés via les championnats du monde peuvent participer aux régates de qualification continentales. La nation-hôte, le Japon se voit également attribuer d'office deux places en skiff en cas de non qualification.
Les règles complètes de qualification pour l'aviron ont été publiées par la FISA.

## Calendrier
| Épreuve                                                  | Date                         | Lieu           |
| -------------------------------------------------------- | ---------------------------- | -------------- |
| Championnats du monde d'aviron 2019                      | 25 août – 1er septembre 2019 | Ottensheim     |
| Régate de qualification olympique pour l’Afrique         | 10–12 octobre 2019           | Tunis          |
| Régate de qualification olympique pour l’Amérique        | 4–6 mars 2021                | Rio de Janeiro |
| Régate de qualification olympique pour l’Europe          | 5–7 avril 2021               | Varèse         |
| Régate de qualification olympique pour l’Asie et Océanie | 5–7 mai 2021                 | Tokyo          |
| Régate finale de qualification olympique                 | 16–18 mai 2021               | Lucerne        |

## Résumé des quotas
| Nation                 | Hommes | Hommes | Hommes | Hommes | Hommes | Hommes | Hommes | Femmes | Femmes | Femmes | Femmes | Femmes | Femmes | Femmes | Embarcations | Athlètes |
| Nation                 | M1x    | M2-    | M2x    | LM2x   | M4-    | M4x    | M8+    | W1x    | W2-    | W2x    | LW2x   | W4-    | W4x    | W8+    | Embarcations | Athlètes |
| ---------------------- | ------ | ------ | ------ | ------ | ------ | ------ | ------ | ------ | ------ | ------ | ------ | ------ | ------ | ------ | ------------ | -------- |
| Afrique du Sud         |        | X      |        |        |        |        |        |        |        |        |        |        |        |        | 1            | 2        |
| Algérie                |        |        |        |        | X      |        |        |        |        |        |        |        |        |        | 1            | 2        |
| Allemagne              | X      |        | X      | X      |        | X      | X      |        |        |        |        |        | X      |        | 6            | 22       |
| Argentine              |        |        |        |        |        |        |        |        |        |        | X      |        |        |        | 1            | 2        |
| Australie              |        | X      |        |        | X      | X      | X      |        | X      | X      |        | X      |        | X      | 8            | 36       |
| Autriche               |        |        |        |        |        |        |        | X      |        |        |        |        |        |        | 1            | 1        |
| Biélorussie            |        | X      |        |        |        |        |        |        |        |        | X      |        |        |        | 2            | 4        |
| Belgique               |        |        |        | X      |        |        |        |        |        |        |        |        |        |        | 1            | 2        |
| Bénin                  | X      |        |        |        |        |        |        |        |        |        |        |        |        |        | 1            | 1        |
| Bermudes               | X      |        |        |        |        |        |        |        |        |        |        |        |        |        | 1            | 1        |
| Brésil                 | X      |        |        |        |        |        |        |        |        |        |        |        |        |        | 1            | 1        |
| Canada                 |        | X      |        |        |        |        |        | X      | X      | X      |        | X      |        | X      | 6            | 20       |
| Chine                  |        |        | X      |        |        | X      |        | X      | X      | X      |        |        | X      |        | 6            | 15       |
| Côte d'Ivoire          | X      |        |        |        |        |        |        |        |        |        |        |        |        |        | 1            | 1        |
| Croatie                | X      | X      |        |        |        |        |        |        |        |        |        |        |        |        | 2            | 3        |
| Cuba                   |        |        |        |        |        |        |        | X      |        |        |        |        |        |        | 1            | 1        |
| Danemark               | X      |        |        |        |        |        |        |        |        |        |        | X      |        |        | 2            | 5        |
| Égypte                 | X      |        |        |        |        |        |        |        |        |        |        |        |        |        | 1            | 1        |
| Espagne                |        | X      |        | X      |        |        |        |        | X      |        |        |        |        |        | 3            | 6        |
| États-Unis             |        |        |        |        | X      |        | X      | X      | X      | X      |        | X      | X      | X      | 8            | 35       |
| France                 |        | X      | X      |        |        |        |        |        |        | X      | X      |        |        |        | 4            | 8        |
| Grande-Bretagne        |        |        | X      |        | X      | X      | X      | X      | X      |        | X      | X      | X      | X      | 10           | 41       |
| Grèce                  |        |        |        |        |        |        |        |        | X      |        |        |        |        |        | 1            | 2        |
| Guatemala              |        |        |        |        |        |        |        |        |        |        | X      |        |        |        | 1            | 2        |
| Irlande                |        |        | X      | X      |        |        |        | X      | X      |        |        |        |        |        | 4            | 7        |
| Italie                 | X      | X      |        | X      | X      | X      |        |        | X      | X      | X      |        | X      |        | 9            | 23       |
| Japon                  |        |        |        |        |        |        |        |        |        |        |        |        |        |        |              |          |
| Libye                  | X      |        |        |        |        |        |        |        |        |        |        |        |        |        | 1            | 1        |
| Lituanie               | X      |        | X      |        |        |        |        |        |        | X      |        |        |        |        | 3            | 5        |
| Maroc                  |        |        |        |        |        |        |        | X      |        |        |        |        |        |        | 1            | 1        |
| Mexique                |        |        |        |        |        |        |        | X      |        |        |        |        |        |        | 1            | 1        |
| Namibie                |        |        |        |        |        |        |        | X      |        |        |        |        |        |        | 1            | 1        |
| Nicaragua              | X      |        |        |        |        |        |        |        |        |        |        |        |        |        | 1            | 1        |
| Nigeria                |        |        |        |        |        |        |        | X      |        |        |        |        |        |        | 1            | 1        |
| Norvège                | X      |        |        | X      |        | X      |        |        |        |        |        |        |        |        | 3            | 7        |
| Nouvelle-Zélande       | X      | X      | X      |        |        |        |        | X      | X      | X      | X      |        | X      | X      | 9            | 25       |
| Ouganda                |        |        |        |        |        |        |        | X      |        |        |        |        |        |        | 1            | 1        |
| Paraguay               |        |        |        |        |        |        |        | X      |        |        |        |        |        |        | 1            | 1        |
| Pérou                  | X      |        |        |        |        |        |        |        |        |        |        |        |        |        | 1            | 1        |
| Pays-Bas               | X      |        | X      |        | X      | X      | X      | X      |        | X      | X      | X      | X      |        | 10           | 33       |
| Pologne                |        |        | X      | X      | X      | X      |        |        |        |        |        | X      | X      |        | 6            | 20       |
| Porto Rico             |        |        |        |        |        |        |        | X      |        |        |        |        |        |        | 1            | 1        |
| République dominicaine | X      |        |        |        |        |        |        |        |        |        |        |        |        |        | 1            | 1        |
| Roumanie               |        | X      | X      |        | X      |        |        |        | X      | X      | X      | X      |        |        | 7            | 18       |
| Serbie                 |        | X      |        |        |        |        |        |        |        |        |        |        |        |        | 1            | 2        |
| Suisse                 |        |        | X      |        | X      |        |        | X      |        |        |        |        |        |        | 3            | 7        |
| Tchéquie               | X      |        |        |        |        |        |        |        |        | X      |        |        |        |        | 2            | 3        |
| Togo                   |        |        |        |        |        |        |        | X      |        |        |        |        |        |        | 1            | 1        |
| Trinité-et-Tobago      |        |        |        |        |        |        |        | X      |        |        |        |        |        |        | 1            | 1        |
| Tunisie                |        |        |        |        |        |        |        |        |        |        | X      |        |        |        | 1            | 2        |
| Uruguay                |        |        |        | X      |        |        |        |        |        |        |        |        |        |        | 1            | 2        |
| Venezuela              |        |        |        | X      |        |        |        |        |        |        |        |        |        |        | 1            | 2        |
| Zimbabwe               | X      |        |        |        |        |        |        |        |        |        |        |        |        |        | 1            | 1        |
| Total : 51 CNO         | 32     | 13     | 18     | 10     | 13     | 10     | 7      | 32     | 13     | 18     | 10     | 13     | 10     | 7      | 206          | 524      |

## Hommes

### Skiff
| Compétition                                              | #          | Nations qualifiés      | Rameurs qualifiés         |
| -------------------------------------------------------- | ---------- | ---------------------- | ------------------------- |
| Pays hôte (si nécessaire)                                | 0          | Japon                  |                           |
| Championnats du monde d’aviron 2019                      | 1          | Allemagne              | Oliver Zeidler            |
| Championnats du monde d’aviron 2019                      | 2          | Danemark               | Sverri Sandberg Nielsen   |
| Championnats du monde d’aviron 2019                      | 3          | Pays-Bas               | Amos Keijser              |
| Championnats du monde d’aviron 2019                      | 4          | Tchéquie               | Jan Fleissner             |
| Championnats du monde d’aviron 2019                      | 5          | Lituanie               | Mindaugas Griškonis       |
| Championnats du monde d’aviron 2019                      | 6          | Norvège                | Kjetil Borch              |
| Championnats du monde d’aviron 2019                      | 7          | Nouvelle-Zélande       | Jordan Parry              |
| Championnats du monde d’aviron 2019                      | 8          | Croatie                | Damir Martin              |
| Championnats du monde d’aviron 2019                      | 9          | Italie                 | Gennaro Di Mauro          |
| Régate de qualification olympique pour l’Asie et Océanie | 1          | Japon                  | Ryuta Arakawa             |
| Régate de qualification olympique pour l’Asie et Océanie | 2          | Kazakhstan             | Vladislav Yakovlev        |
| Régate de qualification olympique pour l’Asie et Océanie | 3          | Philippines            | Cris Nievarez             |
| Régate de qualification olympique pour l’Asie et Océanie | 4          | Irak                   | Mohammed Riyadh           |
| Régate de qualification olympique pour l’Asie et Océanie | 5          | Koweït                 | Abdulrahman Al-Fadhel     |
| Régate de qualification olympique pour l’Asie et Océanie | 6          | Arabie saoudite        | Hussein Ridha             |
| Régate de qualification olympique pour l’Afrique         | 1          | Égypte                 | Ali Hassan                |
| Régate de qualification olympique pour l’Afrique         | 2          | Zimbabwe               | Peter Purcell-Gilpin      |
| Régate de qualification olympique pour l’Afrique         | 3          | Bénin                  | Privel Hinkati            |
| Régate de qualification olympique pour l’Afrique         | 4          | Côte d'Ivoire          | Franck N'dri              |
| Régate de qualification olympique pour l’Afrique         | 5          | Libye                  | Hussein Qanboor           |
| Régate de qualification olympique pour l’Amérique        | 1          | Brésil                 | Lucas Verthein            |
| Régate de qualification olympique pour l’Amérique        | 2          | Pérou                  | Álvaro Torres Masias      |
| Régate de qualification olympique pour l’Amérique        | 3          | Bermudes               | Dara Alizadeh             |
| Régate de qualification olympique pour l’Amérique        | 4          | Nicaragua              | Félix Damián Potoy        |
| Régate de qualification olympique pour l’Amérique        | 5          | République dominicaine | Ignacio Vásquez (aviron)  |
| Régate de qualification olympique pour l’Europe          | 1          | Grèce                  | Stéfanos Doúskos          |
| Régate de qualification olympique pour l’Europe          | 2          | Hongrie                | Bendegúz Pétervári-Molnár |
| Régate de qualification olympique pour l’Europe          | 3          | Turquie                | Onat Kazaklı              |
| Régate finale de qualification olympique                 | 1          | ROC                    | Alexander Vyazovkin       |
| Régate finale de qualification olympique                 | 2          | Canada                 | Trevor Jones              |
| Invitation de la commission tripartite                   | 1          | Monaco                 | Quentin Antognelli        |
| Invitation de la commission tripartite                   | 2          | Vanuatu                | Rillio Rii                |
| Total                                                    | Jusqu'à 32 |                        |                           |

### Deux de couple
| Compétition                              | #  | Nation           | Rameurs qualifiés                   |
| ---------------------------------------- | -- | ---------------- | ----------------------------------- |
| Championnats du monde d’aviron 2019      | 1  | Chine            | Liu Zhiyu Zhang Liang               |
| Championnats du monde d’aviron 2019      | 2  | Irlande          | Ronan Byrne Philip Doyle            |
| Championnats du monde d’aviron 2019      | 3  | Pologne          | Mateusz Biskup Mirosław Ziętarski   |
| Championnats du monde d’aviron 2019      | 4  | Roumanie         | Marian-Florin Enache Ioan Prundeanu |
| Championnats du monde d’aviron 2019      | 5  | Suisse           | Bernabe Delaze Roman Röösli         |
| Championnats du monde d’aviron 2019      | 6  | Grande-Bretagne  | John Collins Graeme Thomas          |
| Championnats du monde d’aviron 2019      | 7  | Pays-Bas         | Stef Broenink Melvin Twellaar       |
| Championnats du monde d’aviron 2019      | 8  | Nouvelle-Zélande | Christopher Harris Jack Lopas       |
| Championnats du monde d’aviron 2019      | 9  | France           | Matthieu Androdias Hugo Boucheron   |
| Championnats du monde d’aviron 2019      | 10 | Allemagne        | Stephan Krüger Marc Weber           |
| Championnats du monde d’aviron 2019      | 11 | Lituanie         | Aurimas Adomavičius Saulius Ritter  |
| Régate finale de qualification olympique | 1  | ROC              | Ilya Kondratyev Andrey Potapkin     |
| Régate finale de qualification olympique | 2  | Tchéquie         | Jan Cincibuch Jakub Podrazil        |
| Total                                    | 13 |                  |                                     |

### Deux de couple poids légers
| Compétition                                              | #  | Nation      | Rameurs qualifiés                         |
| -------------------------------------------------------- | -- | ----------- | ----------------------------------------- |
| Championnats du monde d’aviron 2019                      | 1  | Italie      | Stefano Oppo Pietro Ruta                  |
| Championnats du monde d’aviron 2019                      | 2  | Espagne     | Manel Balastegui Caetano Horta            |
| Championnats du monde d’aviron 2019                      | 3  | Pologne     | Jerzy Kowalski Artur Mikołajczewski       |
| Championnats du monde d’aviron 2019                      | 4  | Irlande     | Fintan McCarthy Paul O'Donovan            |
| Championnats du monde d’aviron 2019                      | 5  | Allemagne   | Jason-Toby Osborne Jonathan Rommelmann    |
| Championnats du monde d’aviron 2019                      | 6  | Norvège     | Kristoffer Brun Are Strandli              |
| Championnats du monde d’aviron 2019                      | 7  | Belgique    | Tim Brys Niels Van Zandweghe              |
| Régate de qualification olympique pour l’Asie et Océanie | 1  | Inde        | Arjun Lal Arvind Singh                    |
| Régate de qualification olympique pour l’Asie et Océanie | 2  | Ouzbékistan | Shakhboz Kholmurzaev Sobirjon Safaroliyev |
| Régate de qualification olympique pour l’Asie et Océanie | 3  | Thaïlande   | Nawamin Deenoi Siwakorn Wongpin           |
| Régate de qualification olympique pour l’Afrique         | 1  | Algérie     | Sid Ali Boudina Kamel Aït Daoud           |
| Régate de qualification olympique pour l’Amérique        | 1  | Uruguay     | Bruno Cetraro Felipe Klüver               |
| Régate de qualification olympique pour l’Amérique        | 2  | Chili       | César Abaraoa Eber Sanhueza               |
| Régate de qualification olympique pour l’Amérique        | 3  | Venezuela   | César Amaris José Güipe                   |
| Régate de qualification olympique pour l’Europe          | 1  | Ukraine     | Igor Khmara Stanislav Kovalov             |
| Régate de qualification olympique pour l’Europe          | 2  | Portugal    | Afonso Costa Pedro Fraga                  |
| Régate finale de qualification olympique                 | 1  | Canada      | Patrick Keane Maxwell Lattimer            |
| Régate finale de qualification olympique                 | 2  | Tchéquie    | Jiří Šimánek Miroslav Vraštil             |
| Total                                                    | 18 |             |                                           |

### Quatre de couple
| Compétition                              | #               | Nation                                                      | Rameurs qualifiés                                           |
| ---------------------------------------- | --------------- | ----------------------------------------------------------- | ----------------------------------------------------------- |
| Championnats du monde d’aviron 2019      |                 |                                                             |                                                             |
| 1                                        | Pays-Bas        | Koen Metsemakers Dirk Uittenbogaard Abe Wiersma Tone Wieten |                                                             |
| 2                                        | Pologne         | Fabian Barański Wiktor Chabel Dominik Czaja Szymon Pośnik   |                                                             |
| 3                                        | Italie          | Giacomo Gentili Andrea Panizza Luca Rambaldi Simone Venier  |                                                             |
| 4                                        | Australie       | Caleb Antill Jack Cleary Cameron Girdlestone Luke Letcher   |                                                             |
| 5                                        | Allemagne       | Max Appel Hans Gruhne Tim Ole Naske Karl Schulze            |                                                             |
| 6                                        | Chine           | Dang Liu Ha Zang Quan Zhang Xudi Yi                         |                                                             |
| 7                                        | Norvège         | Martin Helseth Oscar Stabe Helvig Erik Solbakken Olaf Tufte |                                                             |
| 8                                        | Grande-Bretagne | Tom Barras Jack Beaumont Angus Groom Harry Leask            |                                                             |
| Régate finale de qualification olympique | 1               | Estonie                                                     | Tõnu Endrekson Allar Raja Kaspar Taimsoo Jüri-Mikk Udam     |
| Régate finale de qualification olympique | 2               | ROC                                                         | Nikita Eskin Artyom Kosov Alexander Matveev Nikolay Pimenov |
| Total                                    | 10              |                                                             |                                                             |

### Deux sans barreur
| Compétition                              | #  | Nation           | Rameurs qualifiés                     |
| ---------------------------------------- | -- | ---------------- | ------------------------------------- |
| Championnats du monde d’aviron 2019      | 1  | Croatie          | Martin Sinković Valent Sinković       |
| Championnats du monde d’aviron 2019      | 2  | Italie           | Giovanni Abagnale Marco Di Costanzo   |
| Championnats du monde d’aviron 2019      | 3  | Espagne          | Jaime Canalejo Javier García          |
| Championnats du monde d’aviron 2019      | 4  | Nouvelle-Zélande | Stephen Jones Brook Robertson         |
| Championnats du monde d’aviron 2019      | 5  | Australie        | Sam Hardy Joshua Hicks                |
| Championnats du monde d’aviron 2019      | 6  | France           | Guillaume Turlan Thibaud Turlan       |
| Championnats du monde d’aviron 2019      | 7  | Serbie           | Martin Mačković Miloš Vasić           |
| Championnats du monde d’aviron 2019      | 8  | Canada           | Kai Langerfeld Conlin McCabe          |
| Championnats du monde d’aviron 2019      | 9  | Afrique du Sud   | Luc Daffarn Jake Green                |
| Championnats du monde d’aviron 2019      | 10 | Roumanie         | Marius Cozmiuc Ciprian Tudosă         |
| Championnats du monde d’aviron 2019      | 11 | Biélorussie      | Dzmitry Furman Siarhei Valadzko       |
| Régate finale de qualification olympique | 1  | Danemark         | Joachim Sutton Frederic Vystavel      |
| Régate finale de qualification olympique | 2  | Pays-Bas         | Guillaume Krommenhoek Niki van Sprang |
| Total                                    | 13 |                  |                                       |

### Quatre sans barreur
| Compétition                              | #  | Nation          | Rameurs qualifiés                                                                 |
| ---------------------------------------- | -- | --------------- | --------------------------------------------------------------------------------- |
| Championnats du monde d’aviron 2019      | 1  | Pologne         | Marcin Brzeziński Mikołaj Burda Michał Szpakowski Mateusz Wilaganowski            |
| Championnats du monde d’aviron 2019      | 2  | Roumanie        | Ştefan-Constantin Berariu Cosmin Pascari Mugurel Vasile Semciuc Mihăiță Țigănescu |
| Championnats du monde d’aviron 2019      | 3  | Grande-Bretagne | Sholto Carnegie Oliver Cook Rory Gibbs Matthew Rossiter                           |
| Championnats du monde d’aviron 2019      | 4  | Italie          | Matteo Castaldo Matteo Lodo Bruno Rosetti Giuseppe Vicino                         |
| Championnats du monde d’aviron 2019      | 5  | États-Unis      | Clark Dean Michael Grady Andrew Reed Anders Weiss                                 |
| Championnats du monde d’aviron 2019      | 6  | Australie       | Jack Hargreaves Alexander Hill Alexander Purnell Spencer Turrin                   |
| Championnats du monde d’aviron 2019      | 7  | Pays-Bas        | Sander de Graaf Nelson Ritsema Boudewijn Roëll Jan van der Bij                    |
| Championnats du monde d’aviron 2019      | 8  | Suisse          | Andrin Gulich Paul Jaquot Markus Kessler Joel Schürch                             |
| Régate finale de qualification olympique | 1  | Afrique du Sud  | Lawrence Brittain Kyle Schoonbee John Smith Sandro Torrente                       |
| Régate finale de qualification olympique | 2  | Canada          | Jakub Buczek Will Crothers Luke Gadsdon Gavin Stone                               |
| Total                                    | 10 |                 |                                                                                   |

### Huit
| Compétition                              | # | Nation           | Rameurs qualifiés |
| ---------------------------------------- | - | ---------------- | --- |
| Championnats du monde d’aviron 2019      | 1 | Allemagne        | Laurits Follert Malte Jakschik Torben Johannesen Hannes Ocik Olaf Roggensack Martin Sauer Richard Schmidt Jakob Schneider Johannes Weißenfeld                                          |
| Championnats du monde d’aviron 2019      | 2 | Pays-Bas         | Eline Berger Maarten Hurkmans Ruben Knab Robert Lücken Bram Schwarz Jasper Tissen Simon van Dorp Bjorn van den Ende Mechiel Versluis                                                   |
| Championnats du monde d’aviron 2019      | 3 | Grande-Bretagne  | Josh Bugajski Jacob Dawson Charles Elwes Henry Fieldman Thomas Ford Thomas George James Rudkin Mohamed Sbihi Oliver Wynne-Griffith                                                     |
| Championnats du monde d’aviron 2019      | 4 | Australie        | Joshua Booth Angus Dawson Simon Keenan Nicholas Lavery Timothy Masters Jack O'Brien Nicholas Purnell Stuart Sim Angus Widdicombe                                                       |
| Championnats du monde d’aviron 2019      | 5 | États-Unis       | Justin Best Liam Corrigan Ben Davison Austin Hack Conor Harrity Nick Mead Alex Miklasevich Alexander Richards Julian Venonsky                                                          |
| Régate finale de qualification olympique | 1 | Nouvelle-Zélande | Hamish Bond Sam Bosworth Michael Brake Shaun Kirkham Matt Macdonald Tom Mackintosh Tom Murray Dan Williamson Phillip Wilson                                                            |
| Régate finale de qualification olympique | 2 | Roumanie         | Constantin Adam Vlad-Dragoş Aicoboae Florin-Nicolae Arteni-Fîntînariu Sergiu-Vasile Bejan Alexandru Petrişor Chioseaua Ciprian Huc Florin-Sorin Lehaci Adrian Munteanu Constantin Radu |
| Total                                    | 7 |                  | |

## Femmes

### Skiff
| Compétition                                              | #          | Nation            | Rameuses qualifiées       |
| -------------------------------------------------------- | ---------- | ----------------- | ------------------------- |
| Pays hôte (si nécessaire)                                | —          | Japon             |                           |
| Championnats du monde d’aviron 2019                      | 1          | États-Unis        | Kara Kohler               |
| Championnats du monde d’aviron 2019                      | 2          | Grande-Bretagne   | Victoria Thornley         |
| Championnats du monde d’aviron 2019                      | 3          | Suisse            | Jeannine Gmelin           |
| Championnats du monde d’aviron 2019                      | 4          | Irlande           | Sanita Pušpure            |
| Championnats du monde d’aviron 2019                      | 5          | Nouvelle-Zélande  | Emma Twigg                |
| Championnats du monde d’aviron 2019                      | 6          | Canada            | Carling Zeeman            |
| Championnats du monde d’aviron 2019                      | 7          | Chine             | Jiang Yan                 |
| Championnats du monde d’aviron 2019                      | 8          | Pays-Bas          | Sophie Souwer             |
| Championnats du monde d’aviron 2019                      | 9          | Autriche          | Magdalena Lobnig          |
| Régate de qualification olympique pour l’Asie et Océanie | 1          | Iran              | Nazanin Malaei            |
| Régate de qualification olympique pour l’Asie et Océanie | 2          | Taipei chinois    | Huang Yi-ting             |
| Régate de qualification olympique pour l’Asie et Océanie | 3          | Corée du Sud      | Jung Hye-jung             |
| Régate de qualification olympique pour l’Asie et Océanie | 4          | Hong Kong         | Winnie Hung               |
| Régate de qualification olympique pour l’Asie et Océanie | 5          | Qatar             | Tala Abujbara             |
| Régate de qualification olympique pour l’Asie et Océanie | 6          | Singapour         | Joan Poh                  |
| Régate de qualification olympique pour l’Afrique         | 1          | Namibie           | Maike Diekmann            |
| Régate de qualification olympique pour l’Afrique         | 2          | Maroc             | Sarah Fraincart           |
| Régate de qualification olympique pour l’Afrique         | 3          | Ouganda           | Kathleen Grace Noble      |
| Régate de qualification olympique pour l’Afrique         | 4          | Togo              | Claire Akossiwa           |
| Régate de qualification olympique pour l’Afrique         | 5          | Nigeria           | Esther Toko               |
| Régate de qualification olympique pour l’Amérique        | 1          | Mexique           | Kenia Lechuga             |
| Régate de qualification olympique pour l’Amérique        | 2          | Paraguay          | Alejandra Alonso          |
| Régate de qualification olympique pour l’Amérique        | 3          | Trinité-et-Tobago | Felice Chow               |
| Régate de qualification olympique pour l’Amérique        | 4          | Cuba              | Milena Venegas            |
| Régate de qualification olympique pour l’Amérique        | 5          | Porto Rico        | Veronica Toro             |
| Régate de qualification olympique pour l’Europe          | 1          | ROC               | Hanna Prakatsen           |
| Régate de qualification olympique pour l’Europe          | 2          | Serbie            | Jovana Arsić              |
| Régate de qualification olympique pour l’Europe          | 3          | Suède             | Lovisa Claesson           |
| Régate finale de qualification olympique                 | 1          | Grèce             | Anneta Kyridou            |
| Régate finale de qualification olympique                 | 2          | Biélorussie       | Tatsiana Klimovich        |
| Invitation de la commission tripartite                   | 1          | Soudan            | Esraa Khogali             |
| Invitation de la commission tripartite                   | 2          | Nicaragua         | Evidelia Gonzalez Jarquin |
| Total                                                    | Jusqu'à 32 |                   |                           |

### Deux de couple
| Compétition                              | #  | Nation           | Rameuses qualifiées                        |
| ---------------------------------------- | -- | ---------------- | ------------------------------------------ |
| Championnats du monde d’aviron 2019      | 1  | Nouvelle-Zélande | Brooke Donoghue Hannah Osborne             |
| Championnats du monde d’aviron 2019      | 2  | Roumanie         | Nicoleta-Ancuța Bodnar Simona Radiș        |
| Championnats du monde d’aviron 2019      | 3  | Pays-Bas         | Roos de Jong Lisa Scheenaard               |
| Championnats du monde d’aviron 2019      | 4  | Canada           | Andrea Proske Gabrielle Smith              |
| Championnats du monde d’aviron 2019      | 5  | États-Unis       | Genevra Stone Kristina Wagner              |
| Championnats du monde d’aviron 2019      | 6  | France           | Hélène Lefebvre Élodie Ravera-Scaramozzino |
| Championnats du monde d’aviron 2019      | 7  | Italie           | Chiara Ondoli Alessandra Patelli           |
| Championnats du monde d’aviron 2019      | 8  | Tchéquie         | Lenka Antošová Kristýna Fleissnerová       |
| Championnats du monde d’aviron 2019      | 9  | Lituanie         | Donata Karalienė Milda Valčiukaitė         |
| Championnats du monde d’aviron 2019      | 10 | Chine            | Liu Xiaoxin Shen Shuangmei                 |
| Championnats du monde d’aviron 2019      | 11 | Australie        | Amanda Bateman Tara Rigney                 |
| Régate finale de qualification olympique | 1  | ROC              | Ekaterina Kurochkina Ekaterina Pitirimova  |
| Régate finale de qualification olympique | 2  | Allemagne        | Leonie Menzel Annekatrin Thiele            |
| Total                                    | 13 |                  |                                            |

### Deux de couple poids légers
| Compétition                                              | #  | Nation          | Rameuses qualifiées                        |
| -------------------------------------------------------- | -- | --------------- | ------------------------------------------ |
| Championnats du monde d’aviron 2019                      | 1  | Pays-Bas        | Marieke Keijser Ilse Paulis                |
| Championnats du monde d’aviron 2019                      | 2  | Grande-Bretagne | Emily Craig Imogen Grant                   |
| Championnats du monde d’aviron 2019                      | 3  | Roumanie        | Gianina-Elena Beleagă Ionela-Livia Cozmiuc |
| Championnats du monde d’aviron 2019                      | 4  | Biélorussie     | Alena Furman Ina Nikulina                  |
| Championnats du monde d’aviron 2019                      | 5  | France          | Claire Bové Laura Tarantola                |
| Championnats du monde d’aviron 2019                      | 6  | Italie          | Federica Cesarini Valentina Rodini         |
| Championnats du monde d’aviron 2019                      | 7  | Canada          | Jennifer Casson Jill Moffatt               |
| Régate de qualification olympique pour l’Asie et Océanie | 1  | Japon           | Ayami Oishi Chiaki Tomita                  |
| Régate de qualification olympique pour l’Asie et Océanie | 2  | Viêt Nam        | Lường Thị Thảo Đinh Thị Hảo                |
| Régate de qualification olympique pour l’Asie et Océanie | 3  | Indonésie       | Mutiara Rahma Putri Melani Putri           |
| Régate de qualification olympique pour l’Afrique         | 1  | Tunisie         | Nour El Houda Ettaieb Khadija Krimi        |
| Régate de qualification olympique pour l’Amérique        | 1  | Argentine       | Milka Kraljev Evelyn Silvestro             |
| Régate de qualification olympique pour l’Amérique        | 2  | Guatemala       | Yulissa López Jenniffer Zúñiga             |
| Régate de qualification olympique pour l’Amérique        | –  |                 |                                            |
| Régate de qualification olympique pour l’Europe          | 1  | ROC             | Maria Botalova Anastasia Lebedeva          |
| Régate de qualification olympique pour l’Europe          | 2  | Autriche        | Louisa Altenhuber Valentina Cavallar       |
| Régate finale de qualification olympique                 | 1  | États-Unis      | Molly Reckford Michelle Sechser            |
| Régate finale de qualification olympique                 | 2  | Suisse          | Patricia Merz Frédérique Rol               |
| Régate finale de qualification olympique                 | 2  | Irlande         | Aoife Casey Margaret Cremen                |
| Total                                                    | 18 |                 |                                            |

### Quatre de couple
| Compétition                              | #  | Nation           | Rameuses qualifiées                                                       |
| ---------------------------------------- | -- | ---------------- | ------------------------------------------------------------------------- |
| Championnats du monde d’aviron 2019      | 1  | Pays-Bas         | Nicole Beukers Inge Janssen Olivia van Rooijen Laila Youssifou            |
| Championnats du monde d’aviron 2019      | 2  | Chine            | Chen Yunxia Cui Xiaotong Lü Yang Zhang Ling                               |
| Championnats du monde d’aviron 2019      | 3  | Pologne          | Agnieszka Kobus-Zawojska Maria Sajdak Marta Wieliczko Katarzyna Zillmann  |
| Championnats du monde d’aviron 2019      | 4  | Allemagne        | Frieda Hämmerling Franziska Kampmann Carlotta Nwajide Daniela Schultze    |
| Championnats du monde d’aviron 2019      | 5  | Grande-Bretagne  | Lucy Glover Charlotte Hodgkins-Byrne Mathilda Hodgkins-Byrne Hannah Scott |
| Championnats du monde d’aviron 2019      | 6  | Nouvelle-Zélande | Olivia Loe Eve MacFarlane Georgia Nugent-O'Leary Ruby Tew                 |
| Championnats du monde d’aviron 2019      | 7  | États-Unis       | Cicely Madden Meghan O'Leary Alie Rusher Ellen Tomek                      |
| Championnats du monde d’aviron 2019      | 8  | Italie           | Stefania Gobbi Valentina Iseppi Veronica Lisi Alessandra Montesan         |
| Régate finale de qualification olympique | 1  | Australie        | Caitlin Cronin Harriet Hudson Rowena Meredith Ria Thompson                |
| Régate finale de qualification olympique | 2  | France           | Violaine Aernoudts Margaux Bailleul Marie Jacquet Emma Lunatti            |
| Total                                    | 10 |                  |                                                                           |

### Deux sans barreur
| Compétition                              | #                | Nation                              | Rameuses qualifiées                   |
| ---------------------------------------- | ---------------- | ----------------------------------- | ------------------------------------- |
| Championnats du monde d’aviron 2019      |                  |                                     |                                       |
| 1                                        | Nouvelle-Zélande | Kerri Gowler Grace Prendergast      |                                       |
| 2                                        | Australie        | Annabelle McIntyre Jessica Morrison |                                       |
| 3                                        | Canada           | Caileigh Filmer Hillary Janssens    |                                       |
| 4                                        | États-Unis       | Tracy Eisser Megan Kalmoe           |                                       |
| 5                                        | Espagne          | Aina Cid Virginia Díaz              |                                       |
| 6                                        | Italie           | Aisha Rocek Kiri Tontodonati        |                                       |
| 7                                        | Roumanie         | Adriana Ailincăi Iuliana Buhuş      |                                       |
| 8                                        | Irlande          | Aileen Crowley Monika Dukarska      |                                       |
| 9                                        | Chine            | Huang Kaifeng Liu Jinchao           |                                       |
| 10                                       | Grande-Bretagne  | Helen Glover Polly Swann            |                                       |
| 11                                       | Grèce            | Christina Bourbou María Kyrídou     |                                       |
| Régate finale de qualification olympique | 1                | ROC                                 | Elena Oriabinskaia Vasilisa Stepanova |
| Régate finale de qualification olympique | 2                | Danemark                            | Fie Udby Erichsen Hedvig Rasmussen    |
| Total                                    | 13               |                                     |                                       |

### Quatre sans barreur
| Compétition                              | #  | Nation          | Rameuses qualifiées                                                                    |
| ---------------------------------------- | -- | --------------- | -------------------------------------------------------------------------------------- |
| Championnats du monde d’aviron 2019      | 1  | Australie       | Annabelle McIntyre Jessica Morrison Rosemary Popa Lucy Stephan                         |
| Championnats du monde d’aviron 2019      | 2  | Pays-Bas        | Ymkje Clevering Karolien Florijn Elisabeth Hogerwerf Veronique Meester                 |
| Championnats du monde d’aviron 2019      | 3  | Danemark        | Ida Gørtz Jacobsen Christina Juhl Johansen Frida Sanggaard Nielsen Trine Dahl Pedersen |
| Championnats du monde d’aviron 2019      | 4  | Pologne         | Monika Chabel Joanna Dittmann Olga Michałkiewicz Maria Wierzbowska                     |
| Championnats du monde d’aviron 2019      | 5  | Roumanie        | Roxana Iuliana Anghel Mădălina Hegheş Elena Logofătu Cristina Georgiana Popescu        |
| Championnats du monde d’aviron 2019      | 6  | États-Unis      | Kendall Chase Claire Collins Grace Luczak Madeleine Wanamaker                          |
| Championnats du monde d’aviron 2019      | 7  | Grande-Bretagne | Karen Bennett Rowan McKellar Rebecca Shorten Harriet Taylor                            |
| Championnats du monde d’aviron 2019      | 8  | Canada          | Stephanie Grauer Nicole Hare Jennifer Martins Kristina Walker                          |
| Régate finale de qualification olympique | 1  | Irlande         | Emily Hegarty Aifric Keogh Eimear Lambe Fiona Murtagh                                  |
| Régate finale de qualification olympique | 2  | Chine           | Lin Xinyu Lu Shiyu Qin Miaomiao Wang Fei                                               |
| Total                                    | 10 |                 |                                                                                        |

### Huit
| Compétition                              | # | Nation           | Rameuses qualifiées |
| ---------------------------------------- | - | ---------------- | --- |
| Championnats du monde d’aviron 2019      | 1 | Nouvelle-Zélande | |
| Championnats du monde d’aviron 2019      | 2 | Australie        | Olympia Aldersey Bronwyn Cox Molly Goodman Sarah Hawe Genevieve Horton Giorgia Patten James Rook Georgia Rowe Katrina Werry                               |
| Championnats du monde d’aviron 2019      | 3 | États-Unis       | Charlotte Buck Olivia Coffey Gia Doonan Katelin Guregian Brooke Mooney Meghan Musnicki Kristine O'Brien Regina Salmons Jessica Thoennes                   |
| Championnats du monde d’aviron 2019      | 4 | Canada           | Susanne Grainger Kasia Gruchalla-Wesierski Kristen Kit Madison Mailey Sydney Payne Andrea Proske Lisa Roman Christine Roper Avalon Wasteneys              |
| Championnats du monde d’aviron 2019      | 5 | Grande-Bretagne  | Chloe Brew Katherine Douglas Rebecca Edwards Emily Ford Fiona Gammond Matilda Horn Caragh McMurtry Rebecca Muzerie                                        |
| Régate finale de qualification olympique | 1 | Chine            | Guo Linlin Ju Rui Li Jingjing Miao Tian Xu Fei Wang Yuwei Wang Zifeng Zhang Min                                                                           |
| Régate finale de qualification olympique | 2 | Roumanie         | Viviana-Iuliana Bejinariu Amalia Bereș Mădălina Bereș Georgiana Dedu Daniela Druncea Maria-Magdalena Rusu Denisa Tîlvescu Maria Tivodariu Ioana Vrînceanu |
| Total                                    | 7 |                  | |